# Ка-д’Андреа
Ка-д’Андреа (итал. Ca' d'Andrea) — коммуна в Италии, располагается в регионе Ломбардия, в провинции Кремона.
Население составляет 518 человек (2008 г.), плотность населения составляет 32 чел./км². Занимает площадь 17 км². Почтовый индекс — 26030. Телефонный код — 0375.
Покровителем коммуны почитается святой апостол Андрей, празднование 30 ноября.

## Демография
Динамика населения:

## Администрация коммуны
- Официальный сайт: http://www.comune.cadandrea.cr.it/